# Campeonato Mundial de Atletismo em Pista Coberta de 2006
O Campeonato Mundial de Atletismo em Pista Coberta de 2006 foi realizado na cidade de Moscou, na Rússia, entre 10 e 12 de Março. As competições se realizaram  no Olimpiisky Indoor Arena.

## Medalhistas

### Masculino
| Evento                       | Ouro                                                                                               | Prata                                                                                           | Bronze                                                                                          |
| 60 m (10.03)                 | Leonard Scott · Estados Unidos · 6,50 s                                                            | Andrei Yepishin · Rússia · 6,52 s                                                               | Terrence Trammell · Estados Unidos · 6,54 s                                                     |
| 400 m (12.03)                | Alleyne Francique · Granada · 45,54                                                                | California Molefe · Botswana · 45,75                                                            | Christopher Brown · Bahamas · 45,78                                                             |
| 800 m (12.03)                | Wilfred Bungei · Quênia · 1:47,15                                                                  | Mbulaeni Mulaudzi · África do Sul · 1:47,16                                                     | Yuri Borzakovski · Rússia · 1:47,38                                                             |
| 1 500 m (11.03)              | Ivan Heshko · Ucrânia · 3:42,08                                                                    | Daniel Kipchirchir Komen · Quênia · 3:42,55                                                     | Elkanah Onkware Angwenyi · Quênia · 3:42,98                                                     |
| 3 000 m (12.02)              | Kenenisa Bekele · Etiópia · 7:39,32                                                                | Saif Saaeed Shaheen · Catar · 7:41,28                                                           | Eliud Kipchoge · Quênia · 7:42,58                                                               |
| 60 m barreiras (11.03)       | Terrence Trammell · Estados Unidos · 7,43                                                          | Dayron Robles · Cuba · 7,46                                                                     | Dominique Arnold · Estados Unidos · 7,52                                                        |
| Salto em altura (11.03)      | Yaroslav Rybakov · Rússia · 2,37 m                                                                 | Andrei Tereshin · Rússia · 2,35 m                                                               | Linus Thörnblad · Suécia · 2,33 m                                                               |
| Salto à vara (12.03)         | Brad Walker · Estados Unidos · 5,80                                                                | Alhaji Jeng · Suécia · 5,70                                                                     | Tim Lobinger · Alemanha · 5,60                                                                  |
| Salto em comprimento (11.03) | Ignisious Gaisah · Gana · 8,30                                                                     | Irving Saladino · Panamá · 8,29                                                                 | Andrew Howe · Itália · 8,19                                                                     |
| Triplo salto (12.03)         | Walter Davis · Estados Unidos · 17,73                                                              | Jadel Gregório · Brasil · 17,56                                                                 | Yoandri Betanzos · Cuba · 17,42                                                                 |
| Peso (10.03)                 | Reese Hoffa · Estados Unidos · 22,11                                                               | Andrei Mikhnevich · Bielorrússia · 21,37                                                        | Joachim Olsen · Dinamarca · 21,16                                                               |
| 4 x 400 m (12.03)            | Estados Unidos · Tyree Washington · Merritt LaShawn · Campbell Milton · Spearmon Wallace · 3:03,24 | Polónia · Daniel Dąbrowski · Marcin Marciniszyn · Rafał Wieruszewski · Piotr Klimczak · 3:04,67 | Rússia · Konstantin Svechkar · Alexander Dereviagin · Evgeni Lebedev · Dimitri Petrov · 3:06,91 |
| Heptatlo (12.03)             | Andre Niklaus · Alemanha · 6 192 pts.                                                              | Bryan Clay · Estados Unidos · 6 187 pts.                                                        | Roman Šebrle · Chéquia · 6 161 pts.                                                             |

### Feminino
| Evento                       | Ouro                                                                                         | Prata                                                                                          | Bronze                                                                                      |
| 60 m (10.03)                 | Me'Lisa Barber · Estados Unidos · 7,01 s                                                     | Lauryn Williams · Estados Unidos · 7,01 s                                                      | Kim Gevaert · Bélgica · 7,11 s                                                              |
| 400 m (12.03)                | Olesya Krasnomovets · Rússia · 50,04 RM                                                      | Vania Stambolova · Bulgária · 50,21                                                            | Christine Amertil · Bahamas · 50,34                                                         |
| 800 m (12.03)                | Maria de Lurdes Mutola · Moçambique · 1:58,90                                                | Kenia Sinclair · Jamaica · 1:59:54                                                             | Hasna Benhassi · Marrocos · 2:00,34                                                         |
| 1 500 m (12.03)              | Yuliya Chizhenko · Rússia · 4:04,70                                                          | Yelena Soboleva · Rússia · 4:05,21                                                             | Maryam Yusuf Jamal · Bahrein · 4:05,53                                                      |
| 3 000 m (11.03)              | Meseret Defar · Etiópia · 8:38,80                                                            | Liliya Shobukhova · Rússia · 8:42:18                                                           | Lidia Chojecka · Polónia · 8:42,59                                                          |
| 60 m barreiras (11.03)       | Derval O'Rourke · Irlanda · 7,84                                                             | Glory Alozie · Espanha · 7,86                                                                  | Susanna Kallur · Suécia · 7,87                                                              |
| Salto em altura (12.03)      | Elena Slesarenko · Rússia · 2,02 m                                                           | Blanka Vlašić · Croácia · 2,00 m                                                               | Ruth Beitia · Espanha · 1,98 m                                                              |
| Salto à vara (11.03)         | Elena Isinbayeva · Rússia · 4,80                                                             | Anna Rogowska · Polónia · 4,75                                                                 | Svetlana Feofanova · Rússia · 4,70                                                          |
| Salto em comprimento (12.03) | Tianna Madison · Estados Unidos · 6,80                                                       | Naide Gomes · Portugal · 6,76                                                                  | Concepción Montaner · Espanha · 6,76                                                        |
| Triplo salto (11.03)         | Tatyana Lebedeva · Rússia · 14,95                                                            | Anna Pyatykh · Rússia · 14,93                                                                  | Yamilé Aldama · Sudão · 14,86                                                               |
| Peso (12.03)                 | Natallia Kharaneka · Bielorrússia · 19,84                                                    | Nadine Kleinert · Alemanha · 19,64                                                             | Olga Ryabinkina · Rússia · 19,24                                                            |
| 4 x 400 m (12.03)            | Rússia · Tatyana Levina · Natalya Nazarova · Olesya Krasnomovets · Natalya Antiukh · 3:24,91 | Estados Unidos · Debbie Dunn · Tiffany Ross-Williams · Monica Hargrove · Mary Danner · 3:28,63 | Bielorrússia · Natallia Solohub · Anna Kozak · Yulyana Zhalniaruk · Ilona Usovich · 3:28,65 |
| Pentatlo (10:03)             | Lyudmila Blonska · Ucrânia · 4 685 pts.                                                      | Karin Ruckstuhl · Países Baixos · 4 607 pts.                                                   | Olga Levenkova · Rússia · 4 579 pts.                                                        |